# Enfield Wash
Enfield Wash est une région du borough londonien d'Enfield. Elle est approximativement située dans la région qui borde chaque côté de Hertford Road entre Turkey Street et Albany Road.